# محمد ربيع (لاعب كرة قدم عماني)
محمد ربيع النوبي ، من مواليد 10 مايو 1980 في عمان، لاعب كرة قدم عماني.
بدأ مسيرته الكروية مع نادي الأتحاد ثم أنتقل إلى نادي ظفار في عام 2000، ولعب معهم حتى عام 2004، وفي موسم 2004/2005م انتقل إلى نادي الوحدة السعودي، ومنذ عام 2005 وهو يلعب مع نادي السد القطري.
بدأ باللعب مع منتخب عمان لكرة القدم منذ عام 2002. يعتبر من أفضل المدافعين في الخليج إذا ما كان أفضلهم.

## وصلات خارجية
- محمد ربيع على موقع الاتحاد الدولي (مؤرشف)  (الإنجليزية)
- محمد ربيع على موقع قاعدة بيانات كرة القدم.إي يو (الإنجليزية)
- محمد ربيع على موقع ناشيونال فوتبول تيمز (الإنجليزية)
- محمد ربيع على موقع Soccerway.com (الإنجليزية)
- محمد ربيع على موقع كووورة